# Reggie Hearn
Reggie Christian Hearn (ur. 14 sierpnia 1991) – amerykański koszykarz, występujący na pozycji rzucającego obrońcy, obecnie zawodnik NBA G League Ignite.
15 października 2019 podpisał umowę z Los Angeles Lakers. Dwa dni później opuścił klub.

## Osiągnięcia
Stan na 11 maja 2021, na podstawie, o ile nie zaznaczono inaczej.
NCAA
- Wybrany do składu:
  - Academic All-Big Ten (2012–2013)
  - honorable mention All-Big Ten (2013)

D-League
- Uczestnik konkursu rzutów za 3 punkty D-League (2016, 2017)

Reprezentacja
- Mistrz Ameryki (2017)
- Uczestnik kwalifikacji do mistrzostw świata (2017)
- Koszykarz roku USA Basketball (2018)